# Ferré Gola
Hervé Gola Bataringe  (Kinshasa, 3 de março de 1976), mais conhecido pelo nome artístico Ferré Gola, é um cantor, compositor e dançarino congolês.

## Biografia
Hervé Gola Bataringe nasceu 3 de março de 1976 em Lingwala, Kinshasa.
Hervé é o sétimo filho entre os nove filhos. Sendo apaixonado pela música desde tenra idade (indo aos ensaios dos músicos depois da escola), Hervé sempre quis ser um músico profissional.

## Carreira

### Início
Foi em 1995 que o início do seu sonho começa a se realizar quando, aquando de uma quermesse organizada em Bandalungwa (bairro de Kinshasa), Hervé foi flagrado e recrutado pelo Werrason, no grupo Wenge Musica 4x4 B.C.B.G Tout-Terrain ao lado do JB Mpiana, Alain Mpela, Blaise Bula, Aimélia Lias e outros antes da separação do grupo. Após a separação do grupo, Gola juntou-se ao grupo de Wenge Musica Maison Mère durante 7 anos (de 1997 a 2004) sob o pseudônimo "Ferré Chair de Poule". Em 2004, Ferré abandona o grupo de Werrason para fundar Les Marquis de Maison-Mère com J.D.T. Mulopwe e Bill Clinton Kalonji (que também foram membros do grupo "Wenge Musica Maison Mère" do Werrason).
Em 2005, Ferré Gola foi chamado para fazer parte do grupo Quartier Latin de Koffi Olomidé, juntamente ao lado do seu rival Fally Ipupa. Em 2006, Ferré partiu para uma carreira solo, no mesmo ano Fally Ipupa também afastou-se do grupo Quartier Latin.
Em dezembro de 2006 Ferré disponibilizou o seu primeiro álbum a solo intitulado Sens Interdit.

## Discografia

### Álbuns de estúdio
- 2007 : Sens Interdit
- 2009 : Qui Est Derrière Toi?
- 2013 : Boite Noire
- 2016 : Nam Myho Renge Kyo :Qu'est Ce Que J'avais Dit (álbum em curso)

## Lista de Prêmios e Indicações
| Ano  | Trabalho      | Categoria                                      | Resultado |
| ---- | ------------- | ---------------------------------------------- | --------- |
| 2012 | Tchekele Pete | Melhor Artista de África Central - Kora Awards | Venceu    |